# Neck mich nicht, Nagatoro-san
Neck mich nicht, Nagatoro-san (jap. イジらないで、長瀞さん, Ijiranaide, Nagatoro-san) ist eine Manga-Serie von Nanashi, die seit 2017 in Japan erscheint. 2021 und 2023 erschien eine Anime-Adaption von Studio Telecom Animation Film.

## Handlung
Das Mädchen namens Hayase Nagatoro (長瀞 早瀬) ärgert gern den introvertierten, älteren Schüler Naoto Hachiōji (八王子 直人), nachdem sie zunächst seine Reaktionen auf Hänseleien durch andere Oberschülerinnen beobachtet hat. Sie bringt den introvertierten, schüchternen und künstlerisch begabten Einzelgänger immer wieder in zum Teil sehr kreativer Weise, zum Teil aber auch in ganz banalen Alltagssituationen, in grenzwertige, teilweise übergriffige Situationen, wobei sie ihm Zuneigung und Nähe vorgaukelt. Nicht selten sind ihre Neckereien und Spielereien sexuell konnotiert oder implizieren ein erotisches Interesse Naotos an ihr. Meist in dem Moment, in dem er annimmt, dass es nicht gespielt, sondern Realität wäre, bricht sie das Spiel ab, um ihn für seine Leichtgläubigkeit zu verspotten. Vereinzelt und in zunehmender Häufigkeit mit dem Fortschreiten der Reihe ändert sich das Schema. So gehen einige der neckischen Spielchen schief oder Nagatoro reagiert eifersüchtig auf das beginnende Interesse ihrer Freundinnen an ihrem „Spielzeug“. Es wird bald für die außenstehenden Beobachter, wenn auch nicht für Naoto und Nagatoro, immer offensichtlicher, dass sie sich eigentlich aus Zuneigung so verhält. Im Laufe der episodenhaften Geschichten kommen sich beide wirklich langsam immer näher.

## Manga
Illustrationen und Episoden mit der Hauptfigur veröffentlichte der Zeichner zwischen dem 16. August 2011 und 25. Dezember 2015 auf der Online-Plattform Pixiv.
Als Mangaserie erscheint Neck mich nicht, Nagatoro-san seit dem 7. November 2017 im Magazine Pocket. Anfang Juni 2024 wurde bekanntgegeben, dass die Serie in drei Kapiteln mit Erscheinen des 154. Kapitels enden werde. Die Kapitel wurden von Kodansha auch in 19 Sammelbänden veröffentlicht (Stand: Juni 2024). Mehrere Bände kamen in die Manga-Verkaufscharts, so der Band 4 mit 44.000 verkauften Exemplaren.  Zum Erscheinen des 10. Bandes im März 2021 verkauften sich die Bände insgesamt mehr als 1,6 Millionen Mal.
Die deutsche Ausgabe Neck mich nicht, Nagatoro-san bei dani books erscheint seit April 2022 in bisher drei Bänden (Stand: Dezember 2024). Bei Vertical erscheint eine englische Übersetzung unter dem Titel Don’t Toy With Me, Miss Nagatoro. 

## Animeserie
Eine Adaption als 12-teilige Anime entstand beim Studio Telecom Animation Film unter der Regie von Hirokazu Hanai und nach einem Drehbuch von Taku Kishimoto. Das Charakterdesign entwarf Misaki Suzuki und die künstlerische Leitung lag bei Kei Ichikura. Für die Kameraführung war Hiroshi Inoue verantwortlich, für den Schnitt Yoshihiro Kasai.
Die Serie wird seit dem 11. April von Tokyo MX und BS11 in Japan gezeigt sowie mit einigen Stunden Versatz auch auf Mainichi Hōsō und AT-X. International wird sie als Don’t Toy With Me, Miss Nagatoro von Crunchyroll per Streaming gezeigt, unter anderem mit deutschen, englischen und spanischen Untertiteln. Seit dem 11. Januar 2022 wird die erste Staffel in deutscher Synchronisation veröffentlicht.
Im Oktober 2021 wurde angekündigt, dass die Serie mit einer zweiten Staffel mit den Untertitel „2nd Attack“ fortgesetzt wird. Sie wurde zwischen dem 9. Januar und 19. März 2023 in weiteren 12 Folgen veröffentlicht. Ihre Premiere war am 7. Januar 2023.

### Synchronisation
Die deutsche Synchronfassung entsteht bei den Oxygen Sound Studios in Berlin unter Regie von Bartosz Bludau.
| Rolle                      | japanischer Sprecher (Seiyū) | deutscher Sprecher |
| -------------------------- | ---------------------------- | ------------------ |
| Hayase Nagatoro            | Sumire Uesaka                | Lea Kalbhenn       |
| Naoto Hachiōji             | Daiki Yamashita              | Tobias Diakow      |
| Maki Gamō                  | Mikako Komatsu               | Lara Trautmann     |
| Yosshī                     | Aina Suzuki                  | Charlotte Uhlig    |
| Sakura                     | Shiori Izawa                 | Daniela Molina     |
| Sana Sunomiya (Clubchefin) | Nana Mizuki                  | Lin Gothoni        |

### Musik
Gin komponierte den Soundtrack der Serie. Für den Vorspann verwendete man das Lied Easy Love, gesungen vom Sumire Uesaka, wobei die Textzeile „Easy Love, Night Date“ wie „Ijiranaide“ ausgesprochen wird. Der Abspann ist mit dem Lied Colorful Canvas (カラフル・キャンバス Karafuru Kyanbasu) unterlegt, gesungen von Sumire Uesaka, Mikako Komatsu, Aina Suzuki und Shiori Izawa in ihren jeweiligen Rollen.